# Грбич, Никола
Никола Грбич (серб. Никола Грбић / Nikola Grbić, 6 сентября 1973 года, Клек) — югославский и сербский волейболист и тренер, игрок сборных СФРЮ, Союзной Республики Югославия, Сербии и Черногории, Сербии, чемпион Игр XXVII Олимпиады в Сиднее.

## Биография
Никола Грбич, сын бронзового призёра чемпионата Европы-1975 Милоша Грбича и младший брат игрока сборных Югославии и Сербии и Черногории Владимира, начинал заниматься волейболом в Зренянине. Выступал за местный «Банат» и «Войводину», с 1994 по 2013 год играл за итальянские клубы. В составе «Сислея» и «Трентино», Грбич-младший дважды становился победителем Лиги чемпионов. Больших успехов он также добился, выступая за «Кунео», в конце 1990-х выиграв три кубковых турнира, а в сезоне 2009/10 годов, вновь оказавшись в команде из Пьемонта, стал обладателем скудетто и Кубка CEV.
В 1991 году дебютировал в национальной сборной Югославии, с 1995 по 2008 год непрерывно выступал в составе балканской команды, с 2000 года являлся её капитаном. Завоевал в общей сложности 18 медалей международных соревнований, в том числе бронзу на Олимпийских играх в Атланте-1996 и золото Олимпиады в Сиднее-2000, серебряную и бронзовую медаль чемпионатов мира, а также золотую, серебряную и 4 бронзовых медали чемпионатов Европы. Четыре раза Никола Грбич признавался лучшим связующим европейских чемпионатов.
После Олимпиады в Пекине, четвёртой в карьере Николы Грбича, он объявил о завершении карьеры в сборной Сербии, но в марте 2009 года изменил своё решение, заявив, что готов помочь своей сборной на Мировой лиге, финальная часть которой должна была пройти под сводами «Белградской Арены». В итоге решающий матч Мировой лиги против сборной Бразилии, в котором Грбич последний раз играл за сборную перед своими болельщиками, собрал аудиторию в 22 680 зрителей, что стало абсолютным рекордом для спортивных мероприятий, когда-либо проходивших на «Белградской Арене». После этого он ещё выступил на чемпионате Европы в Турции и чемпионате мира в Италии, где вместе с бронзовой медалью получил приз лучшему связующему турнира. Будучи харизматичным игроком, подлинным лидером команды, он нередко руководил ею на площадке, когда во время тайм-аутов брал слово вместо главного тренера.
В октябре 2013 года Никола Грбич принял предложение казанского «Зенита», потерявшего из-за травмы связующего Лукаша Жигадло, и подписал с российским клубом контракт на один сезон. В составе «Зенита» Грбич выиграл чемпионат России, а по его окончании вернулся в Италию и стал главным тренером «Перуджи».
3 февраля 2015 года был назначен главным тренером мужской сборной Сербии. Под его руководством команда стала победителем Мировой лиги (2016) и бронзовым призёром чемпионата Европы (2017). В августе 2019 года после неудачного выступления на интерконтинентальном квалификационном турнире Олимпийских игр-2020 оставил свой пост. С декабря 2016 года также возглавлял итальянскую «Верону», с мая 2019 года работал главным тренером польского клуба ЗАКСА (Кендзежин-Козле). В сезоне-2020/21 привёл польскую команду к первой в её истории победе в Лиге чемпионов.
Летом 2021 года Никола Грбич возглавил итальянскую «Перуджу», а в январе 2022 года также стал главным тренером сборной Польши. Летом 2022 года был уволен из «Перуджи» из-за совмещения работы в клубе и сборной Польши, несмотря на то, что «Перуджа» в сезоне-2021/22 завоевала Кубок Италии, стала полуфиналистом Лиги чемпионов и финалистом чемпионата страны.
В 2023 году привёл сборную Польши к золотым медалям Лиги наций и чемпионата Европы, в 2024 году — к серебру Олимпийских игр в Париже. 

## Достижения

### Со сборной
- Чемпион Игр XXVII Олимпиады (2000).
- Бронзовый призёр Игр XXVI Олимпиады (1996).
- Серебряный призёр чемпионата мира (1998), бронзовый призёр чемпионата мира (2010).
- Чемпион Европы (2001), серебряный (1997) и бронзовый (1995, 1999, 2005, 2007) призёр чемпионатов Европы.
- Бронзовый призёр Всемирного Кубка чемпионов (2001) и Кубка мира (2003).
- Серебряный призёр Мировой лиги (2003, 2005, 2008, 2009), бронзовый призёр Мировой лиги (2002, 2004).

### С клубами
- Чемпион Италии (2007/08, 2009/10), победитель Кубка Италии (1998/99, 1999/00, 2010/11), обладатель Суперкубка Италии (2010).
- Чемпион России (2013/14).
- Победитель Кубка чемпионов (1999/00), Лиги чемпионов (2008/09), Кубка Кубков (1997/98), Кубка Top Teams (2005/06), Кубка CEV (2009/10), Суперкубка Европы (1997, 1999). Финалист Лиги чемпионов (2012/13) и Кубка CEV (2006/07).

### Личные
- Лучший волейболист Европы 1997 года[6].
- Лучший спортсмен Югославии 1997 года.
- Лучший связующий чемпионатов Европы (1997, 2001, 2003, 2005).
- Лучший связующий Кубка мира (2003).
- Лучший связующий «Финала шести» Мировой лиги (2009).
- Лучший связующий чемпионата мира (2010).
- Лучший связующий «Финала четырёх» Кубка Top Teams (2005/06) и Кубка CEV (2009/10).
- В 2016 году принят в Волейбольный зал славы в Холиоке[7].
- Кавалер ордена Заслуг перед Республикой Польша (2024, Польша)[8].

### В тренерской карьере
- Серебряный призёр Олимпийских игр (2024).
- Серебряный призёр чемпионата мира (2022).
- Чемпион Европы (2023), бронзовый призёр чемпионата Европы (2017).
- Победитель (2016) и серебряный призёр (2015) Мировой лиги.
- Победитель (2023, 2025) и бронзовый призёр (2022, 2024) Лиги наций.
- Серебряный призёр чемпионата Польши (2020/21).
- Обладатель Кубка Польши (2020/21).
- Обладатель Суперкубка Польши (2019, 2020).
- Серебряный призёр чемпионата Италии (2021/22).
- Обладатель Кубка Италии (2021/22).
- Победитель Лиги чемпионов (2020/21).